# قلعه اسفندقه
قلعه اسفندقه، متعلق به دوره پهلوی اول در دهستان اسفندقه جیرفت در استان کرمان که در سال ۱۳۸۱ به عنوان یکی از آثار ملی به ثبت رسیده‌است.